# Gyöngyöshalász
Gyöngyöshalász es un pueblo ubicado en el distrito de Gyöngyös, en el condado de Heves, Hungría.

## Superficie
Posee una superficie de 27,13 kilómetros cuadrados.

## Demografía
Hasta 2019 la población era de 2519 habitantes, con una densidad de población de 92,85 habitantes por kilómetro cuadrado.